# باول ليتل (مسير أعمال)
باول ليتل (بالإنجليزية: Paul Little)‏ هو مسير أعمال أسترالي، ولد في 1947.